# Nona Hendryx
Nona Hendryx (Trenton, 9 de outubro de 1944) é uma cantora, compositora, produtora musical, musicista, autora e atriz americana.
Hendryx é conhecida por seu trabalho como artista solo, bem como por fazer parte do trio Labelle. Ela cantou o hit "Lady Marmalade". Ela é uma prima distante de Jimi Hendrix.
Hendryx é bissexual.